# 日本生命病院
日本生命病院（にほんせいめいびょういん　通称：日生病院）は、公益財団法人日本生命済生会が大阪府大阪市西区江之子島に設置する病院。大阪府がん診療拠点病院、地域医療支援病院などに指定されている。社会福祉法に基づく無料定額診療を行っている。

## 沿革
（この節の出典）
- 1924年(大正13年)7月：日本生命保険により財団法人「日本生命済生会」設立
- 1925年(大正14年)4月：健康相談所（無料診療所）を開設　大地震に救護班派遣
- 1930年(昭和5年)6月：緒方病院の土地、建物を譲り受け（大阪市西区新町）
- 1931年(昭和6年)6月：日生病院（内科、外科、理学的診療科）開院（24床）
- 1948年(昭和23年)9月：健康保険、労災保険病院の指定受ける
- 1957年(昭和32年)8月：総合病院の認可受ける
- 1982年(昭和57年)4月：新病院（前施設）の竣工、開院（大阪西区立売堀）
- 2001年(平成13年)4月：病院機能評価認定証取得
- 2006年(平成18年)7月：DPC導入（入院医療費）
- 2009年(平成21年)4月：大阪府がん診療拠点病院に指定
- 2012年(平成24年)4月：公益財団法人へ移行
- 2017年(平成29年)12月：新病院（現施設）竣工式

　　新病院施設にはレストラン、コンビニエンスストア等のある棟が一階で連結。
- 2018年(平成30年)2月：地域医療支援病院の承認を受ける
- 2018年(平成30年)4月：「日本生命病院」開設

## 診療科
(この節の出典)
- 内科
- 循環器内科
- 消化器内科
- 内分泌・糖尿病内科
- リウマチ科
- 呼吸器内科
- 血液・化学療法内科
- 脳神経内科
- 腎臓内科
- 外科
- 消化器外科
- 呼吸器外科
- 乳腺外科
- 心臓血管外科
- 産婦人科

- 小児科
- 精神科
- 脳神経外科
- 整形外科
- 皮膚科
- 泌尿器科
- 眼科
- 耳鼻咽喉科
- 形成外科
- 放射線診断科
- 放射線治療科
- リハビリテーション科
- 救急科
- 病理診断科
- 麻酔科

## 医療機関の指定
(この節の出典)
- 保険医療機関
- 労災保険指定病院
- 母体保護法指定医の配置されている医療機関
- 生活保護法指定病院（中国残留邦人等の円滑な帰国の促進並びに永住帰国した中国残留邦人等及び特定配偶者の自立の支援に関する法律（平成六年法律第三十号）に基づく指定医療機関を含む。）
- 臨床研修病院
- 指定自立支援病院（更生医療）
- がん診療連携拠点病院等
- 指定養育病院
- 指定自立支援病院（育成医療）
- 特定疾患治療研究事業委託医療機関
- DPC対象病院
- 精神保健指定医の配置されている医療機関
- 指定小児慢性特定疾病医療機関
- 無料低額診療事業実施医療機関
- 身体障害者福祉法指定医の配置されている医療機関
- 診療科名中に産婦人科、産科又は婦人科を有する病院にあっては、公益財団法人日本医療機能評価機構が定める産科医療補償制度標準補償約款と同一の産科医療補償約款に基づく補償の有無
- 公害医療機関
- 救急告示病院（二次救急）[7]
- 地域医療支援病院[8]
- 大阪府がん診療拠点病院（府指定）[2]
- 公益財団法人日本医療機能評価機構認定病院[9]
- NPO法人卒後臨床研修評価機構（JCEP）認定証発行病院[10]
- このほか、各種法令による指定・認定病院であるとともに、各学会の認定施設でもある。

## 交通アクセス
- OsakaMetro（中央線、千日前線）阿波座駅徒歩5分
- 大阪シティバス88系統・90系統「川口一丁目」徒歩4分
- 大阪シティバス55系統「岡崎橋」徒歩8分